# Reggie Nicholson
Reginald Nicholson (Chicago, 1957) is een Amerikaanse jazzdrummer en componist.

## Biografie
Nicholson behoort sinds 1979 tot het muziekcollectief AACM uit Chicago. Tijdens de jaren 1970 werkte hij o.a. met Edward Wilkerson in diens formatie Shadow Vignettes (te horen op het album Birth of a Notion) met Kahil El'Zabar. Tijdens de jaren 1980 speelde hij o.a. in het trio van Amina Claudine Myers (Jumping in the Sugarbowl, 1984). In 1988 verhuisde hij naar New York en speelde daar o.a. in het Charles Gayle Quartet met Sirone en John Tchicai (1988) en in het sextet van Lindsey Horner met Marty Ehrlich en Herb Robertson. Bovendien werkte hij tijdens deze periode met muzikanten als Don Pullen, Jon Hendricks, Billy Bang, Melvin Sparks, Abdullah Ibrahim, Sonny Rollins en Hamiet Bluiett.
Begin jaren 1990 behoorde hij tot het trio van Myra Melford met Lindsey Horner (Alive in the House of Saints, 1993), werkte hij met Leroy Jenkins kwintet (Live!, 1992) en midden jaren 1990 in het Muhal Richard Abrams orkest (Family Talk), bovendien tijdens deze periode met Roy Campbell, Thomas Borgmann, Butch Morris en in Ernest Dawkins' New Horizons Ensemble. In 1994 werkte hij met Thomas Chapin en Tom Harrell. In 2000 vormde hij een duo met Wilber Morris en in  2006 speelde hij in het Yuko Fujiyama-ensemble. Tegenwoordig speelt hij in het AACM Fire Trio (met Jodie Christian en Art Brown) en weer in het trio met Amina Claudine Myers. Daarnaast werkt Nicholson met zijn formatie The Reggie Nicholson Concept met de saxofonist Vandy Harris en de trompettist Orbert Davis.
In 2005 verscheen het suite-gelijkend soloalbum Percussion Peace, waarop de drummer bij enkele nummers drumsequenties met geprogrammeerde beats speelt.

## Discografie
- Percussion Concept – Timbre Suite (Tone Colors) – Featuring Warren Smith, Don Eaton
- Percussion Peace (Zeptron, 2005)
- The Reggie Nicholson Concept – Unnecessary Noises Allowed (Abstract Records) met Gene Ghee, Mark McGowan; Brad Jones; Bruce Edwards